# Illadopsis distans
Illadopsis distans (тимелія сірогруда) — вид горобцеподібних птахів родини Pellorneidae. Раніше вважався підвидом сірощокої тимелії, однак був визнаний окремим видом в 2021 році.

## Поширення і екологія
Сірогруді тимелії є ендеміками Танзанії. Вони поширені на північному сході країни, зокрема на острові Унгуджа (Занзібар). Живуть у вологих рівнинних і гірських тропічних лісах.